# Arthur Cabral
Arthur Mendonça Cabral (* 25. April 1998 in Campina Grande) ist ein brasilianischer Fußballspieler, der seit Sommer 2023 bei der Benfica unter Vertrag steht.

## Karriere

### Verein
Der in Campina Grande geborene Arthur Cabral entstammt der Nachwuchsabteilung des Ceará SC, einem Verein aus Fortaleza. Am 22. Juli 2015 debütierte er für die erste Mannschaft im Alter von 17 Jahren, als er in einem Spiel des Copa do Brasil 2015 gegen den Tupi FC in der Schlussphase eingewechselt wurde. In diesem Spiel gelang ihm der Siegtreffer zum 2:1-Sieg, welcher seiner Mannschaft den Aufstieg in die nächste Runde im Wettbewerb sicherte. Sein Debüt in der Série B bestritt er einen Monat später (20. Spieltag) beim 4:3-Heimsieg gegen den Paraná Clube, als er in der Schlussphase für Mazola eingewechselt wurde. Im Oktober 2015 wechselte er leihweise in die Jugendakademie von Palmeiras São Paulo, kehrte aber im nächsten Jahr wieder zu Ceará zurück. Ab der Saison 2017 kam Cabral regelmäßig für die erste Mannschaft zum Einsatz. In seinem dritten Ligaspiel beim 3:2-Auswärtssieg gegen Brasil de Pelotas am 10. Juni 2017 (6. Spieltag) traf er erstmals für Ceará in der Liga. In 16 Ligaspielen traf Cabral in diesem Spieljahr vier Mal und trug damit zum Aufstieg seines Vereins in die erstklassige Série A bei. In 31 Ligaeinsätzen erzielte er in der Spielzeit 2018 sieben Tore. Mit dem Verein gewann Cabral in den Jahren 2017 und 2018 die Campeonato Cearense.
Am 30. November 2018 wurde der Wechsel Cabrals zu Palmeiras São Paulo bekanntgegeben, wo er zum 1. Januar 2019 einen Fünfjahresvertrag unterzeichnete. Die Ablösesumme für die Dienste des Stürmers betrug 1,15 Millionen Euro. Sein Debüt bestritt er am 23. März 2019 beim 1:1-Unentschieden gegen Grêmio Novorizontino, als er in der Halbzeitpause für Felipe Pires eingewechselt wurde. In der 67. Spielminute traf er zum Ausgleich für Palmeiras. Bis zu seinem vorzeitigen Abgang kam er nur in einem weiteren Spiel in der Campeonato Paulista einem Ligaspiel zum Einsatz.
Am 30. August 2019 wechselte Arthur Cabral in einem Leihgeschäft zum Schweizer Erstligisten FC Basel, wo er die gesamte Saison 2019/20 verbringen sollte. Sein Debüt bestritt er am 14. September beim 3:0-Auswärtssieg gegen den FC Meyrin im Schweizer Cup 2019/20, als er in der zweiten Halbzeit für den verletzten Kemal Ademi in die Partie kam. Diesen ersetzte er auch in den nächsten Begegnungen. Am 25. September (8. Spieltag) traf er beim 4:0-Heimsieg gegen den FC Zürich erstmals für den FCB. Vier Tage später erzielte er beim 3:0-Heimsieg gegen den FC Luzern einen Doppelpack. Cabral wechselte sich in der Folge mit Ademi in der Startaufstellung ab. Noch während der laufenden Spielzeit zog der FC Basel die Kaufoption in Höhe von 2,2 Millionen Euro und stattete ihn zum 1. Juli 2020 mit einem Dreijahresvertrag aus.
Im Januar 2022 wechselte Cabral als Nachfolger des zu Juventus Turin abgegangenen Dušan Vlahović für rund 14 Millionen Euro zur AC Florenz. Im Sommer 2023 wechselte er nach Portugal zu Benfica.

### Nationalmannschaft
Im August 2019 erhielt Cabral seine erste Nominierung für die brasilianische U23-Nationalmannschaft. Am 9. September debütierte er beim 3:1-Sieg gegen Chile für diese Auswahl.

## Erfolge
Ceará SC
- Campeonato Cearense: 2017, 2018

## Auszeichnungen
- Torschützenkönig Copa do Nordeste: 2018
- Torschützenkönig UEFA-Conference-League: 2023